# Кислород (Доктор Кто)
«Кислород» (англ. Oxygen) — пятая серия десятого сезона британского научно-фантастического телесериала «Доктор Кто». Премьера серии состоялась 13 мая 2017 года на канале BBC One.

## Синопсис
Доктор, Билл и Нардол откликаются на сигнал бедствия из глубокого космоса и оказываются в ловушке на борту космической станции «Горн бездны». Все, за исключением четырёх членов экипажа, были убиты, и погибшие всё ещё ходят. В будущем, где кислородом торгуют, а скафандры ценятся гораздо дороже своих носителей, команда ТАРДИС борется за выживание с самым худшим злом на свете.

## Сюжет
Доктор и Билл вместе с Нардолом отвечают на сигнал тревоги, который приводит их на добывающую станцию «Горн бездны» далеко в космосе. Из-за технического вмешательства они оказываются отрезаны от ТАРДИС и поэтому вынуждены надеть смартскафандры — автоматизированные космические скафандры, способные на автономное выполнение простых заданий. Кроме того, эти скафандры также являются единственным источником кислорода, поскольку добывающая компания не снабжает им атмосферу внутри станции, а каждое действие измеряется во вдохах.

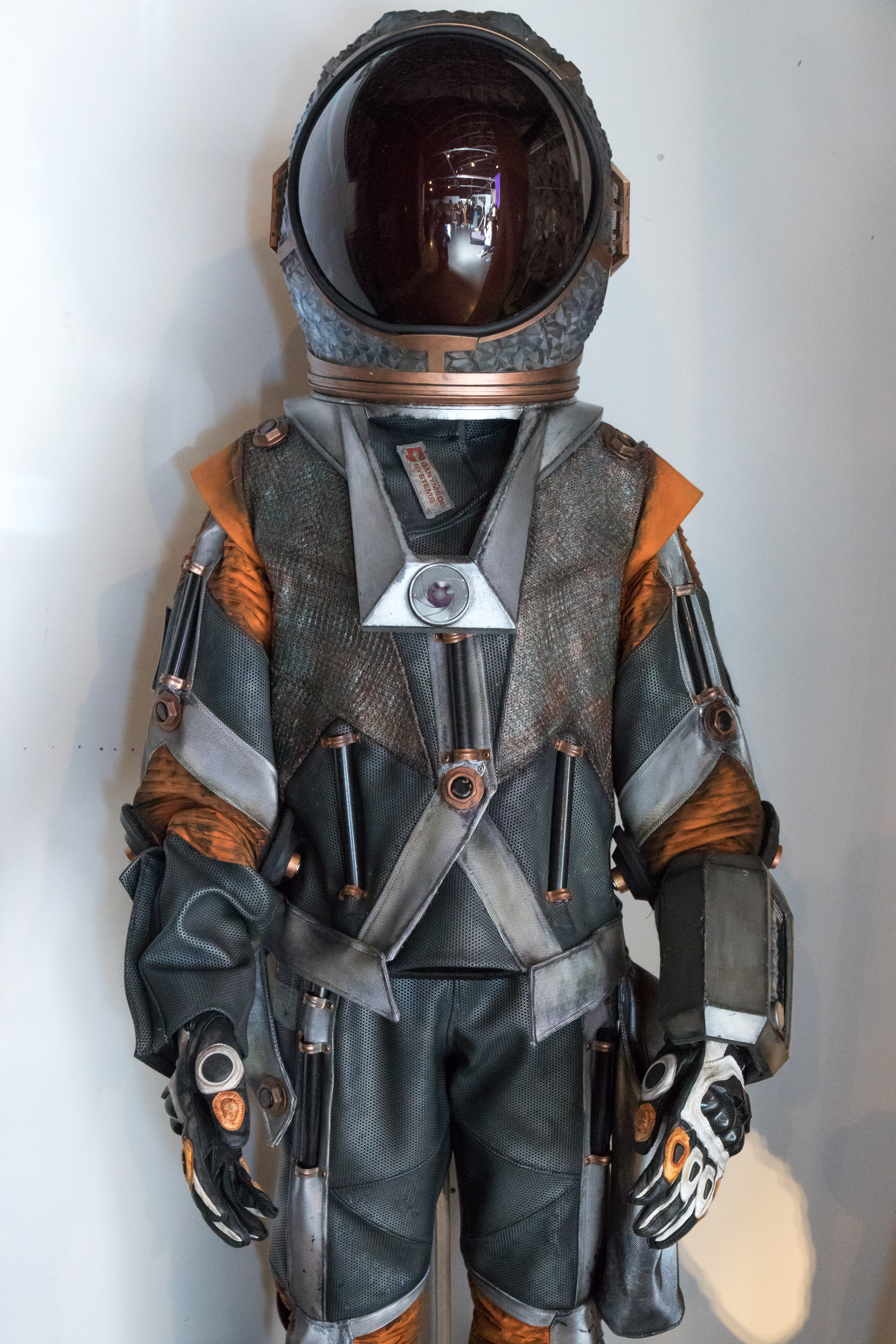
Смартскафандр на выставке Doctor Who Experience

Все скафандры получили инструкции деактивировать органический компонент, устранив своих носителей с помощью электрического разряда, и пребывать в автономном режиме. Сигнал может передаваться прикосновением, отчего большинство экипажа превратилось в зомби, порабощённых программой костюмов. Четверым членам команды удалось выжить, поскольку их скафандры были отключены от сети. Доктор и остальные планируют выйти наружу с целью добраться до незавершённого сектора, который ещё не был занесён в системы компьютеров, чтобы спрятаться. Скафандр Билл выходит из строя во время разгерметезации, мешая ей надеть шлем. Чтобы спасти Билл, Доктор отдаёт ей свой шлем, когда они выходят в открытый космос. Повелителю Времени удаётся выжить, однако из-за длительного пребывания в вакууме он теряет зрение.
Компьютерная система обнаруживает их местоположение, а скафандр Билл снова даёт сбой и не позволяет ей двинуться с места, когда все пытаются сбежать. Им приходится оставить Билл, тогда как Доктор заверяет её, что она не погибнет, однако зомби ударяют девушку током при прикосновении. Доктор выясняет, что ограниченное число вдохов — это алгоритм, позволяющий предотвратить трату кислорода людьми, который является частью автоматизированной системы по производству прибыли для компании. Убийство носителей — всего лишь логический результат в реалиях, когда корпоративный доход ценится выше человеческой жизни. Повелителю Времени удаётся взломать системы с целью вызвать самоуничтожение станции в случае гибели его и остальных. Компьютеры вычисляют, что теперь будет выгоднее оставить всех в живых, и поэтому перерассчитывают программу скафандров, чтобы зомби отдали свои запасы кислорода выжившим. Доктор приводит в чувство Билл, предвидев, что в её неисправном скафандре было недостаточно мощности для смертельного разряда электричества.
После возвращения в ТАРДИС Нардол восстанавливает Доктору зрение, и Повелитель Времени отвозит спасённых членов экипажа в офис начальства, чтобы те подали жалобу на компанию. Он примечает, что через полгода произойдёт успешное восстание. Когда они возвращаются в университет, и Билл уходит домой, Доктор раскрывает, что он по-прежнему слеп и больше никогда не сможет ничего увидеть.

## Связь с другими сериями
Доктор вводит Нардола в заблуждение насчёт того, что ТАРДИС неспособна взлететь без жидкостного звена. В серии «Далеки» Первый Доктор вынуждает своих спутников отправиться вместе с ним исследовать город далеков, чтобы восстановить жидкостное звено, хотя в этом случае ТАРДИС и вправду не может без него функционировать.

## Внешние отсылки
Эпизод открывается с реплики Доктора «Космос, последний рубеж». Этими словами открывается вступительная заставка оригинального научно-фантастического сериала «Звёздный путь» (1966—1969 гг.).
Доктор цитирует Первое послание к Коринфянам 15:55, когда произносит: «Смерть, где твоё жало?»

## Производство
Вместе с эпизодом «Пожиратели света» серия вошла в четвёртый съёмочный блок. Читка сценария состоялась 12 октября 2016 года. Съёмки проходили с 17 октября по 18 ноября 2016 года.
Джейми Мэтисон сообщил, что «Кислород» первоначально задумывался как своего рода приквел к его эпизоду из восьмого сезона «Мумия в „Восточном экспрессе“». В ранней версии сценария после того, как Доктор ставит компании ультиматум, на экранах появляется представитель корпорации по имени Клайн, который предлагает персонажам разного рода привилегии и повышения в обмен на то, чтобы те не взрывали станцию. Доктор узнаёт голос Клайна и отвергает его предложение, а потом отводит всех в ТАРДИС и всё равно подрывает станцию. Выясняется, что компания, руководящая «Горном бездны», в будущем откроет филиал, посвящённый изучению и приобретению смертоносных древних технологий, а Клайн в результате неудавшихся переговоров будет уволен и останется существовать только в качестве голоса корпоративного компьютера, Гаса.
Один из ассистентов режиссёра, Лорен Пейт, сыграла роль студентки, задающей Доктору вопрос в начале серии.